# Enrico Dassetto
Enrico Dassetto (Cuneo, 15 de julho de 1874 em  - Lugano , 4 de setembro de 1971) foi um compositor, maestro, violinista, pianista e organista ítalo-suíço .

## Biografia
Dassetto estudou piano, violino e composição musical com Giovanni Bolzoni, harmonia com Gaetano Foschini e instrumentação de orquestra de sopros com Giuseppe Vaninetti no Liceo musicale Giuseppe Verdi em Torino .
Ele acumulou cinco anos de experiência orquestral no Teatro Regio de Torino sob a orientação dos maestros Edoardo Mascheroni, Arturo Toscanini, Giovanni Bolzoni, Giuseppe Martucci, Cleofonte Campanini e Lorenzo Perosi . De 1901 a 1909 foi diretor da Escola Municipal de Música de Alba, Piemonte. De 1909 a 1936 foi regente da Civica filarmonica (Música Municipal) em Lugano, por 18 anos organista da Catedral de San Lorenzo e diretor do coro do Coro Maggiore della Cattedrale di San Lorenzo . Ele também fundou e regeu a Società Orchestrale di Lugano . Como pianista, acompanhou o violinista César Thomson e a soprano Luisa Tetrazzini em concertos em Lugano. Como maestro, fez inúmeras gravações de rádio com diversas orquestras para a RSI (Radio della Svizzera italiana) e para o RAI (Radiotelevisione Italiana) Studio Torino.
De 1940 a 1954 regeu a Musica cittadina (música da cidade) em Locarno e de 1943 a 1946 a Musica cittadina em Chiasso .
Sua obra abrange obras orquestrais, obras para bandas de sopro, obras teatrais, missas, obras sacras e música de câmara.

## Obras

### Obras para orquestras
- 1899 Souvenir de Genève per val. e orchestra
- 1900 Ouverture in stile classico
- 1927 Caccia proibita, fantasia
- 1928 Chiaccherio del Genzana
- 1928 Se non fosse amor… Serenata für Violine, Violoncello und Orchester[1]
- 1932 Preludio sinfonico
- 1932 Ostinazione
- 1933 Patria
- 1936 Ticino, marcia[2]
- 1938 Walzer
- 1946 Alla zigana, Czardas per violino e orchestra
- 1954 Bolero per clarinetto e orchestra
- 1956 Ouverture in do min.
- 1959 Polacca per clarinetto e orchestra
- 1970 Contrappunto su un tema melodico
- Ouverture «Bei tempi»
- Ouverture romantica
- Ouverture solenne
- Ouverture «un po’ dell’ottocento»
- Confoederatio Helvetica, Prolog
- Suite in tre pezzi
- Scènes champêtres, Suite
- Au bord du lac, Intermezzo
- En badinant, Intermezzo
- Pastorale
- Entracte
- Fantasia descrittiva
- Preludio e Gavotta
- Variazioni d’un tema populare
- Bal d’enfants, langsamer Walzer
- Bébé qui danse
- Tempo di pastorale
- Helvetia
- Capriccio
- Eco della Piumogna serenata
- Lontani ricordi
- Gran valzer brillante
- Gavotta
- Jubilate e Eureka, marce
- Scene villerecce in 4 tempi
- Che il tuo spirito aleggi su di noi in memoria di Achille Frigerio
- Elegia in memoria del Mo. De Divitiis Mus. per strum. e orch
- Andante per clarinetto e orchestra
- Fuga per oboe, clarinetto, fagott, corno e archi
- Fuga Tonale per quartetto di fiati, timpani e archi
- Fuga reale per quartetto di fiati e archi
- Andante cantabile per violino e orchestra
- Sboccia l’amor, romanza per violino e orchestra
- Andantino e polacca per flauto e orchestra
- Melodia per oboe e orchestra
- Larghetto cantabile per 2 fagotti e orchestra
- La caccia, bozzetto per 2 corni e orchestra
- Larghetto per flauto, clarinetto e archi
- Bal d’enfants (in sordina), valse lente per archi, flauto e oboe
- Tristesse romanza per violino e orchestra

### Obras para orquestra de sopros
- 1899 Vittoria polka
- 1910 Principe del Piemonte, marcia
- 1910 Marcia
- 1913 Sognando vittoria
- 1915 Battaglione Carabinieri 5, marcia militare
- 1916 Tempo di gavotta
- 1919 Grand’Ouverture… in miniatura
- 1920 Siamo studenti
- 1921 Tiano-Tango
- 1928 Chiaccherio del Genzana
- 1931 Preludio sinfonico
- 1932 Ostinato
- 1932 Ostinazione, bozzetto
- 1933 Patria-Hymnus
- 1936 Echi del Ticino, marcia
- 1938 Grosse Ouverture… in, miniatur (Alten Styl)
- 1941 Giornata del costume, fantasia
- 1952 Inno al Ticino
- 1956 Ouverture in do min.
- 1960 Beati tempi, ouverture
- Eco della Piumogna, serenata
- Ouverture romantica
- Ouverture solenne
- Ouverture «Bei tempi»
- Società federale di musica
- Bébé qui danse
- Bolero per clarinetto e banda
- Idilio sul mare, serenata
- Polka da concerto per tromba e banda
- I buoni camerati per 2 trombe e banda
- Graziella, gavotta
- Grüsse der romanischen Sprache
- Vincenzo Ferroni, marcia
- Amor che vince, fantasia descrittiva
- Nozze d’oro, marcia
- Polka da concerto per cornetta e banda
- A Trento e Trieste, marcia
- Ticino-Berna, marcia
- Un po’ dell’ottocento, ouverture
- Marcia per banda con coro ad libitum
- Confoederatio Helvetica, ouverture
- Der Ursprung, Ouvertüre
- Ouverture 1909–1959
- Lontani ricordi
- Pensiero elegiaco
- Invocazione
- Heinwer-Fantasia
- Jubilate
- Vaterland-Marsch
- Das schöne Basel, Marsch
- Goldregen-Marsch
- Helvetia
- I buoni camerati, Gavotta
- Polka
- Omaggio
- Mazurka

### Obras de palco
- 1918 Caccia proibita. Opereta em 3 atos. Libreto : Ferdinando Fontana
- 1919 Don Cece. Commedia (ópera cômica) em 3 atos. Libreto: Ferdinando Fontana
- 1920 La Pagliacciata. Scherzo cômico em um ato. Libreto: E. Molteni
- 1935 Il cantico del Ticino. Poema coreográfico. Libreto: Armando Bossi
- 1939 Confederação Helvética. Poema coreográfico. Libreto: Texto: Armando Bossi

### Missas e música sacra
- 1899 Messa di Gloria
- 1904 Ave Maria per Soprano-Solo e pianoforte o orchestra
- 1914 Ave Maria a due vocali
- 1914 18 Mottetti
- 1915 Messa a due vocali e organo o orchestra
- Salve Regina, mottetto a quattro vocali
- Kyrie a 4 vocali
- Sanctus a 4 vocali
- Agnus Dei a 4 vocali
- Ave Regina a 4 vocali
- Ave Maria a 4 vocali
- Requiem a 3 vocali pari
- Ave Maria a 3 vocali pari
- Ecce sacerdos Magnum per Tenoro, Basso e organo
- Requiem per Soprano-solo e organo
- Luce eterna per vocali e organo
- Gesù sommo a 4 vocali
- Padre Nostro a 3 vocali

## Literatura
- Giorgio Appolonia: Enrico Dassetto. In: Andreas Kotte (Hrsg.): Léxico teatral da Suíça – Dizionario Teatrale Svizzero. Band 1, Chronos, Zürich 2005, ISBN 3-0340-0715-9, S. 433 f. (italiano)

## Referencias
1. ↑  Enrico Dassetto: Se non fosse l’amor: Serenata. Euphonia, Wädenswil 1934.
2. ↑  Enrico Dassetto: Ticino esultante: Marsch für Blasmusik. Euphonia, Wädenswil 1934.